# Bernhard Hansky
Bernhard Hansky (* 29. Juni 1988 in Eisenhüttenstadt) ist ein deutscher Opernsänger in der Stimmlage Bariton.

## Leben
Bereits während seiner Schulzeit begann er als Jungstudent seine Ausbildung zum Opernsänger an der Hochschule für Musik Hanns Eisler in Berlin, wo er anschließend auch sein Regelstudium bei Hanno Müller-Brachmann, Roman Trekel und Wolfram Rieger fortsetzte. In Meisterkursen arbeitete er mit Sängern wie Angelika Kirschlager, Deborah Polaski, Brigitte Fassbaender und Dietrich Fischer-Dieskau.
Er sammelte erste Bühnenerfahrung beim Musikfestival Oper Oder-Spree und hatte anschließend Engagements bei Rossini in Wildbad oder am Nationaltheater Brno, wo er jeweils in der Partie des Dandini in La Cenerentola von Gioacchino Rossini debütierte.
Von 2012 bis 2014 war Bernhard Hansky Mitglied des Opernstudios der Komischen Oper Berlin, wo er in sieben Produktionen zu erleben war. Ab dieser Zeit nahm er seine Gastiertätigkeit auf, die ihn u. a. an die Staatsoper Berlin, Staatstheater Wiesbaden, Staatstheater Mainz, Volkstheater Rostock, Wuppertaler Bühnen, das Kurt-Weill-Fest in Dessau, die Kammeroper Schloss Rheinsberg, das Birgitta-Festival in Tallin, nach Kopenhagen, das Theater Chemnitz und das Teatro Comunale Luciano Pavarotti in Modena führte. Er verkörperte 2016 am Ständetheater in Prag den Don Giovanni in der gleichnamigen Oper von Wolfgang Amadeus Mozart.
Ab der Spielzeit 2015/16 bis einschließlich 2017/2018 gehörte er zum festen Sängerensemble der Semperoper Dresden, der er auch nach seinem Weggang als Gast verbunden ist. Dort arbeitet er regelmäßig mit Dirigenten wie Christian Thielemann, Tomáš Netopil, Lorenzo Viotti, Frédéric Chaslin, Massimo Zanetti, Patrick Lange und Alessandro DeMarchi.
Von 2020 bis 2022 war Bernhard Hansky Ensemblemitglied der Hamburgischen Staatsoper.

## Repertoire (Auswahl)
- Papageno (Die Zauberflöte)
- Figaro / Conte d’Almaviva (Le nozze di Figaro)
- Don Giovanni (Don Giovanni)
- Dandini (La Cenerentola)
- Don Alvaro (Il viaggio a Reims)
- Paul (Les enfants terribles)
- Dr. Falke (Die Fledermaus)
- Nick Carraway (The great Gatsby)
- Landsknecht (Simplicius Simplicissimus)
- Belcore (L’elisir d’amore)[8]

## Diskografie
- Cantates Spirituelles, Kantaten von René Drouard de Bousset (Brilliant Classics, 2014)
- Peters Bryllup, Oper von J. A. P. Schulz (DHM, 2015)